# J. R. R. Tolkien's Riders of Rohan
J. R. R. Tolkien's Riders of Rohan est un jeu vidéo de stratégie développé par Beam Software et publié sur PC par en 1991. Le jeu est basé sur l’univers de fantasy du roman Le Seigneur des anneaux de J. R. R. Tolkien et fait suite à J. R. R. Tolkien's War in Middle Earth, publié en 1988, dont il reprend le système de jeu. Le joueur contrôle des armées et des héros dans le but de mobiliser les forces du Rohan afin de renverser Saruman,.